# Секстина
Сексти́на (итал. sestina, от лат. sex — «шесть») — стихотворение на шесть рифм (твёрдая форма), состоящее из шести строф, каждая из которых включает по шесть стихов. Каждая новая строфа повторяет конечные слова предыдущей строфы. Секстина пишется на рифмы, употреблённые в первом шестистишии, в последующих 5 окончания строк повторяются в последовательности 6-1-5-2-4-3 по отношению к предыдущей строфе (из шестой строки предыдущего в первую строку последующего, из первой — во вторую и т. д.) — применяется принцип управления рифмой, называемый retrogradatio cruciata. Завершает секстину трёхстишие, в котором повторяются все её шесть ключевых слов. Секстина считается стихотворной формой поэтов-трубадуров и ведёт своё происхождение от кансоны. Считается, что секстину изобрёл Арнаут Даниэль. Классическое завершение она получила в творчестве Данте и Петрарки.

## Русская секстина
В России секстины писали Л. А. Мей, В. Я. Брюсов, М. А. Кузмин.
Опять, опять звучит в душе моей унылой

Знакомый голосок, и девственная тень

Опять передо мной с неотразимой силой

Из мрака прошлого встаёт, как ясный день;

Но тщетно памятью ты вызван, призрак милый!

Я устарел: и жить и чувствовать — мне лень.

Давни с моей душой сроднилась эта лень,

Как ветер с осенью угрюмой и унылой,

Как взгляд влюблённого с приветным взглядом милой,

Как с бором вековым таинственная тень;

Она гнетёт меня и каждый божий день

Овладевает мной всё с новой, с новой силой.

Порою сердце вдруг забьётся прежней силой;

Порой спадут с души могильный сон и лень;

Сквозь ночи вечныя проглянет светлый день:

Я оживу на миг и песнею унылой

Стараюсь разогнать докучливую тень,

Но краток этот миг, нечаянный и милый…

Куда ж сокрылись вы, дни молодости милой,

Когда кипела жизнь неукротимой силой,

Когда печаль и грусть скользили, словно тень,

По сердцу юному, и тягостная лень

Ещё не гнездилась в душе моей унылой,

И новым красным днём сменялся красный день?

Увы!.. Пришёл и он, тот незабвенный день,

День расставания с былою жизнью милой…

По морю жизни я, усталый и унылый,

Плыву… меня волна неведомою силой

Несёт — бог весть куда, а только плыть мне лень,

И всё вокруг меня — густая мгла и тень.

Зачем же, разогнав привычную мне тень,

Сквозь ночи вечныя проглянул светлый день?

Зачем, когда и жить и чувствовать мне лень,

Опять передо мной явился призрак милый,

И голосок его с неотразимой силой

Опять, опять звучит в душе моей унылой?
Лев Мей